# Zippo

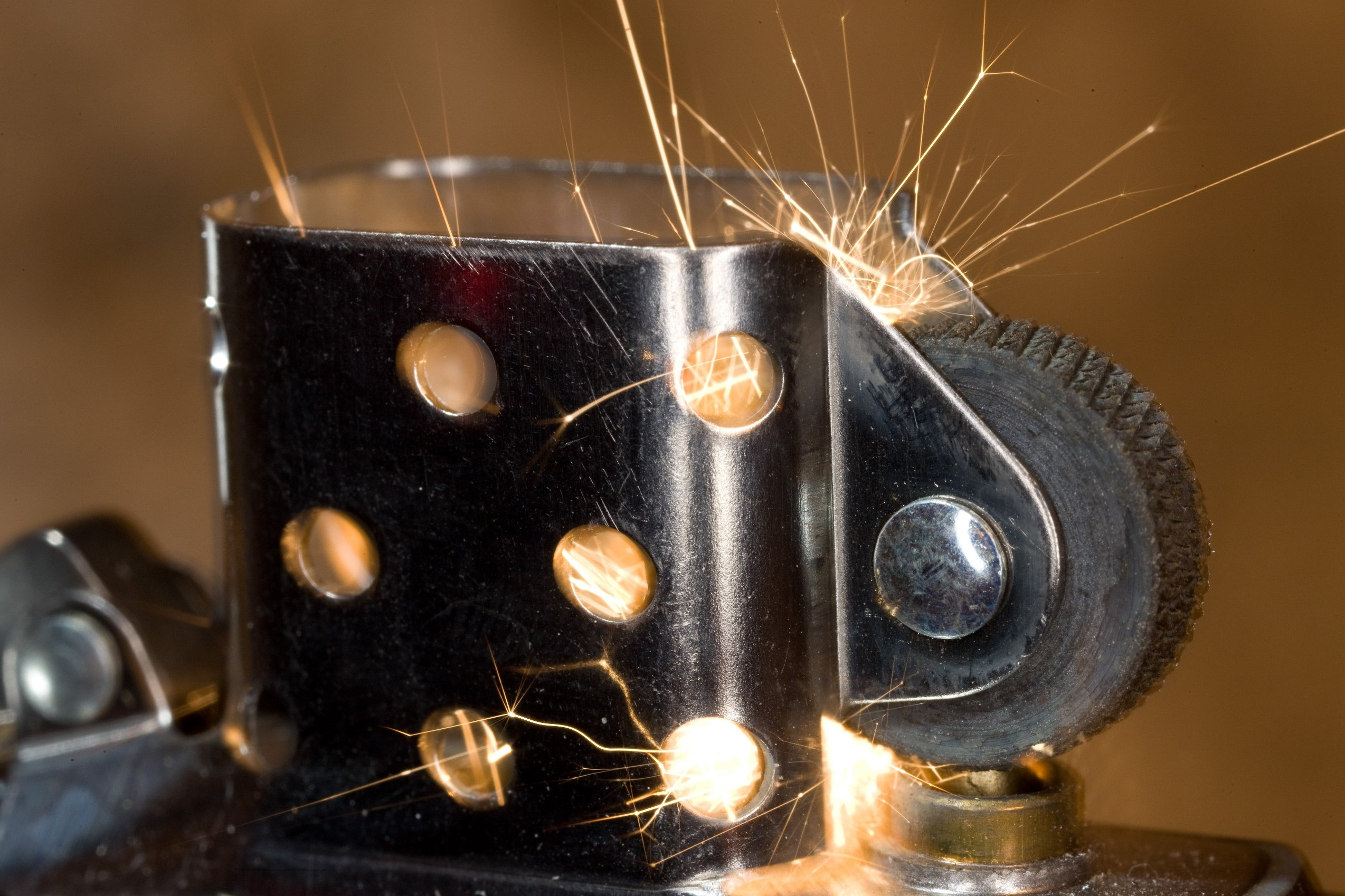
Zippo點火裝置

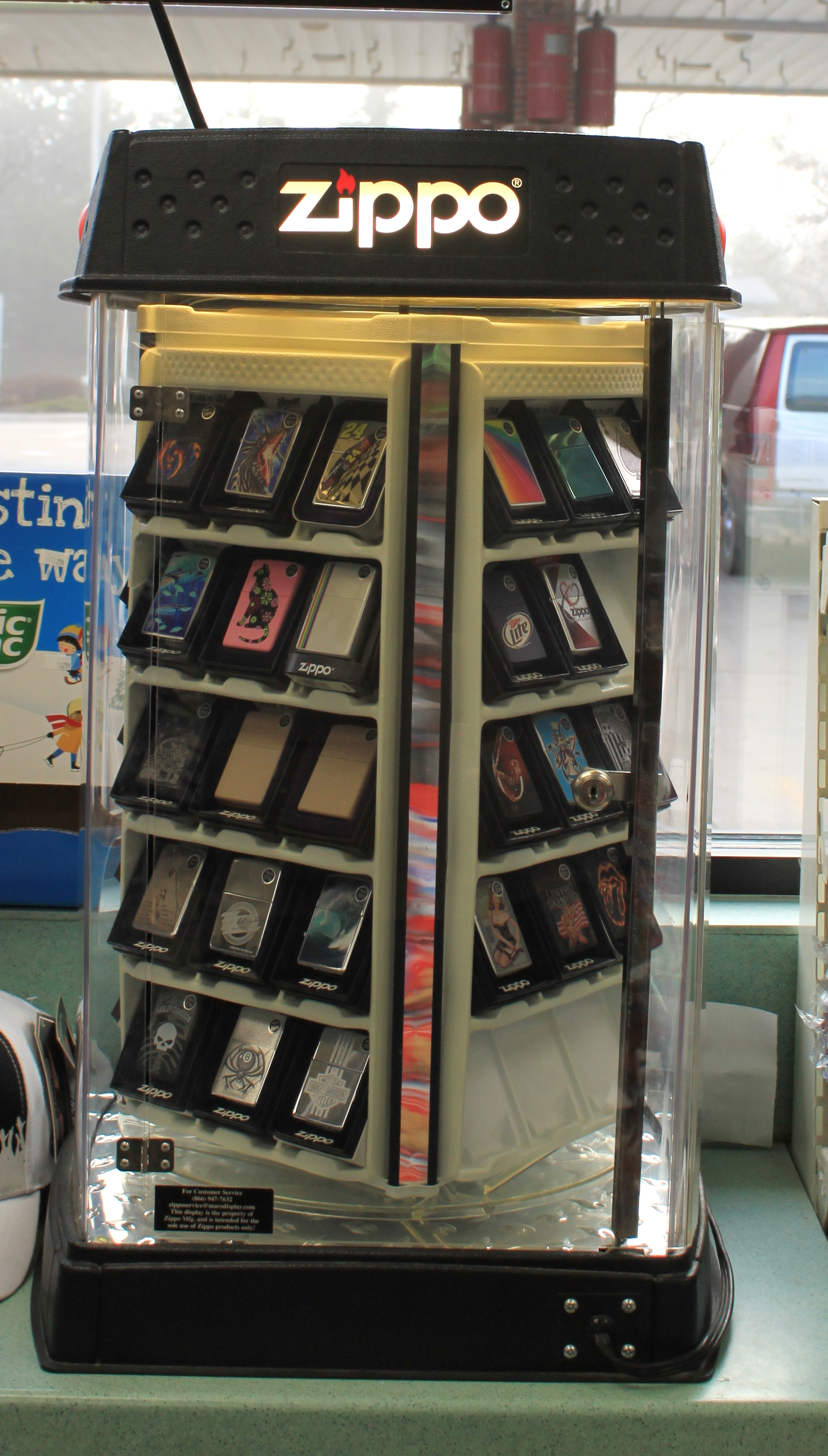
商場裡的Zippo

Zippo打火机（亦有音译为芝宝）是由美国Zippo公司制造的金属打火机。自20世纪30年代以来，它已经推出了数百种富有收藏价值的样式。
Zippo打火机有长方形外壳设计，盖面与机身间以铰链连接。与一次性塑料打火机不同，Zippo可以通过补充石脑油打火机油（燃料）来重复使用。从外壳中拔出内胆后，用户可以掀开止漏毛毡向其中的棉制机芯加入打火机油。打火石亦可通过旋开内胆底部的螺丝进行更换。棉芯可使用同样的方法更换。
Zippo提供免费的有限终生保修（It Works Or We Fix It Free）：无论送修的打火机已经购买了多长时间，Zippo公司都会为它做免费的机械维护，如果无法修好，将为用户提供全新的替代产品。
Zippo的防风设计使它很难被吹灭，1979年Zippo生产公司自己测定其200型打火机可以在风速32英里／小时（14.2 米／秒）的情况下正常使用。熄灭它的正确方法是合上它的盖面，令火焰因缺氧而熄灭。开合Zippo上盖面的声音响亮且容易让人记住，一些用户发明了很多Zippo打火机奇特的玩法。
Zippo打火机根据稀有程度和使用材料的不同，售价从15美元至15000（18K金Zippo）美元不等。

## 历史

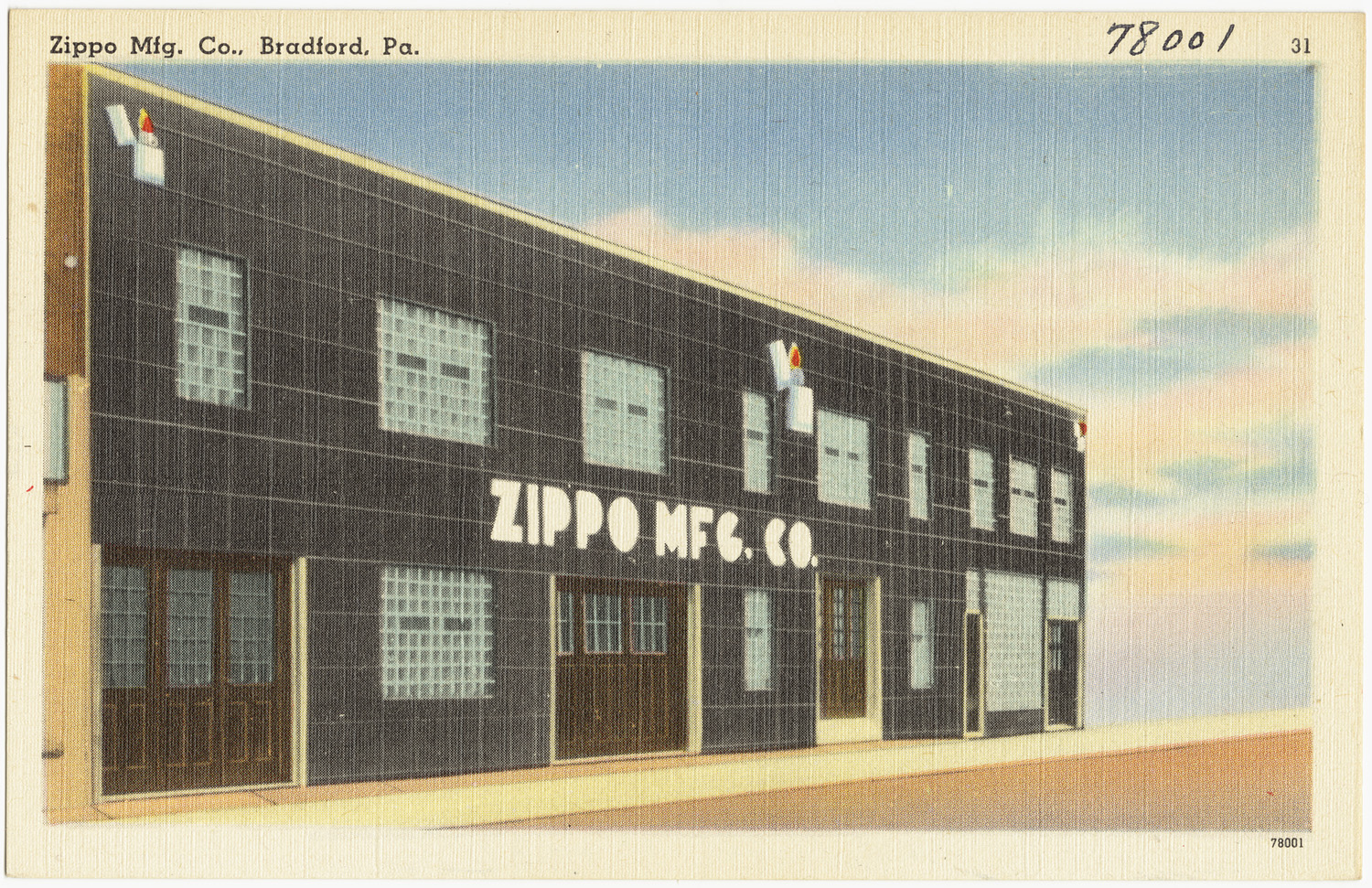
Zippo plant，約1930年-1945年

1932年，美国人乔治·勃雷斯代（George G. Blaisdell）在宾夕法尼亚州的布拉德福德县创立了Zippo公司，当时该公司主要是代理奥地利生产的Cyklon打火机在美国的销售。次年初，他改进了Cyklon的外观设计开始自己生产打火机产品，第一只Zippo诞生了。为产品取名Zippo是因为勃雷斯代喜欢Zipper（拉链）一词，并且认为打火机盖面开合的声音类似于拉链的拉合。
Zippo極好的防风性能使得它可以在恶劣环境下点燃，因此在美军中非常流行，特别是二战期间， 但因為實際上並沒有收到官方訂約，因此逐漸被其他公司取代。 後來在越南戰爭期間，Zippo再次風行，許多士兵會在打火機上刻下自己的箴言。
1936年3月3日，Zippo打火机获得了2032695号美国专利，这个数字被刻在Zippo外壳底部，直到1967年专利到期。
二战后直到二十世纪六十年代，Zippo打火机被各种公司用于广告宣传，其中一些早期的广告宣传用Zippo由人工绘制而成。尽管随着技术的发展Zippo的图案设计和外壳打磨工艺有了很多改进，它的内胆设计和基本原理却基本保持不变。
1949年至2002年，Zippo也在加拿大安大略省尼亞加拉瀑布城生產。

## 生产日期标记方法
1985年，Zippo公司在其生产的Vintage系列产品上使用大写罗马数字 I来标记生产年份。自1986年起，Zippo全线产品开始使用字母标记：内胆上左侧用字母A到L分别表示1月到12月；右侧是表示年分的大写罗马数字，1985年为I，以此类推（1984 + x）。例如如果Zippo的戳记为“H XI”，则表示它生产于1995年8月。2000年后，Zippo改变了这一标记方法，使用更直观的阿拉伯数字来表示年份：如2004年8月生产的Zippo的戳记就是“H 04”。

## Zippo坦克與Zippo船
二战到越战期間美军曾使用加装火焰喷射器的M4雪曼戰車，官方名稱為M4A3R3火焰噴射器 - 噴火戰車，但也被暱稱為雪曼打火機或"Zippo戰車"。
越战期间美军曾使用加装火焰喷射器的LCM-8登陸船的昵称是Zippo船，传说由于船上装配的喷火器的点火系统相当不可靠，所以需要士兵人工用Zippo来点燃喷火器，因此这种船才得到这个昵称。

## 技巧
很多Zippo的用户研究了很多奇妙的玩法，让开合Zippo打火机变得很“酷”。最大众化的玩法是用右手食指和中指放在盖面上，而拇指托住底端（铰链面向小指方向），上部的两个指头發力并向后滑动，使Zippo打开。另一个常见的技巧是快速的用中指点燃打火机，也有人用牛仔裤来打开Zippo上盖并点燃它。这个动作需要练习到一气呵成，实际上它并没有看上去那么难。
zippotricks.com网站曾经提供了数百种Zippo打火机的玩法，但是美国消防协会以它鼓励小孩子玩火为理由向Zippo公司施压让其关闭了这个网站。离开了Zippo的官方支持，现在这个网站以lightertricks.com的面貌重新开放。

## 仿制品问题
2006年5月16日，Zippo公司向美国国际贸易委员会（US ITC）提出编号2486的调查申请，要求对七家企业进行知识产权侵害调查（Section 337调查），其中三家美国企业为beWild.com（纽约州）、Kalan LP（宾夕法尼亚州）和Vista Wholesale（印第安纳州），四家中国企业是香港东方国际推销有限公司（温州东方轻工实业有限公司生产）、温州站前星星烟具厂、台州荣时打火机发展有限公司以及温州泰利尔烟具制造有限公司（参阅USITC第2486号调查申请）。